# Borís Boríssovitx Nadejdin
Borís Boríssovitx Nadejdin (rus: Борис Борисович Надеждин)  (Taixkent, 26 d'abril de 1963) és un matemàtic i polític liberal rus. Nadejdin va treballar pel llavors primer viceprimer ministre Borís Nemtsov i, després pel llavors primer ministre Serguei Kirienko entre 1997 i 1998. Seguidament, es va presentar a les eleccions i va esdevenir diputat a la Duma Estatal del 1999 al 2003 pel partit Unió de Forces de Dreta.